# Christian Goldbach
Pour les articles homonymes, voir Goldbach.
Christian Goldbach (né le 18 mars 1690 à Königsberg, duché de Prusse mort le 20 novembre 1764) est un mathématicien allemand. On le connaît surtout pour la conjecture qui porte son nom.

## Biographie
Fils d'un pasteur de Brandebourg-Prusse, Christian Goldbach fait des études de droit ainsi que de mathématiques à l'université de Königsberg. En 1725, il entre à la toute nouvelle Académie impériale des sciences de Saint-Pétersbourg, à l'invitation de Blümentrost. Il devient en 1728 le tuteur du futur empereur Pierre II, et entre en 1742 au ministère des Affaires étrangères de Russie (appelé alors Collège). Il était polyglotte, écrivant ses lettres en allemand, latin, français, italien et russe.

## Travaux

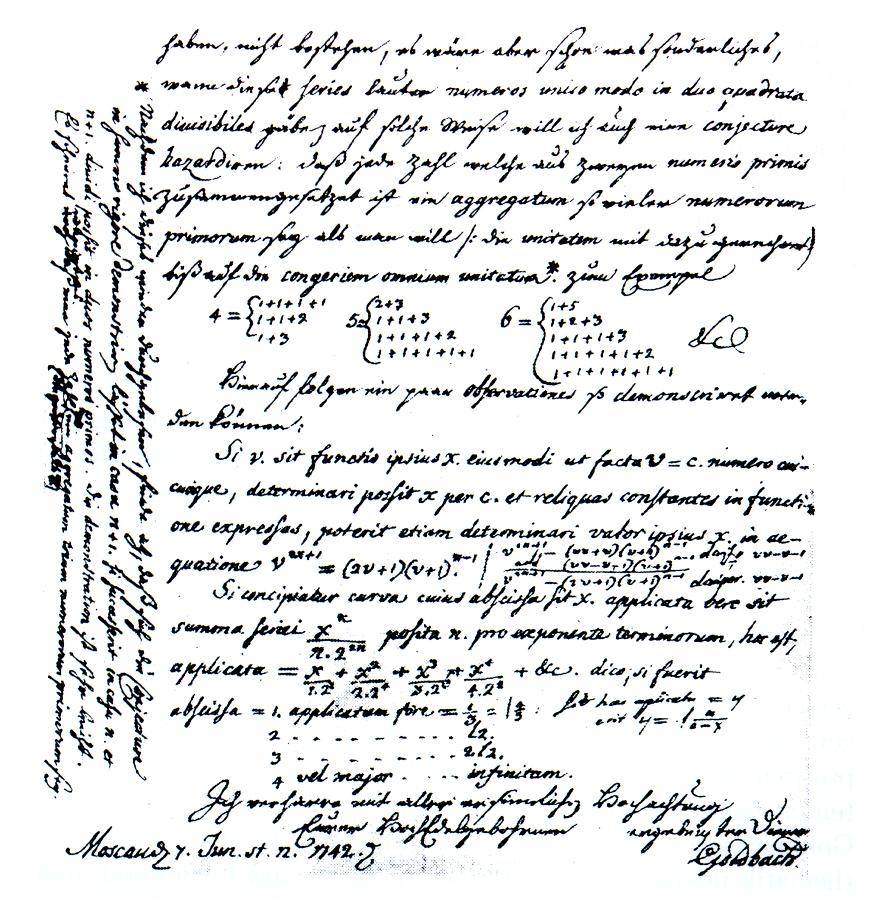
Lettre de 1742 à Euler introduisant la conjecture de Goldbach.

Goldbach voyagea à travers l'Europe, ce qui lui permit de rencontrer des mathématiciens célèbres, comme Gottfried Wilhelm Leibniz, Leonhard Euler ou Nicolas Bernoulli, avec lesquels il correspondit. En particulier, il proposa dans une lettre à Euler en 1742 la conjecture qui porte son nom. Elle s'énonce comme suit :

Tout nombre entier pair strictement supérieur à 2 peut être écrit comme la somme de deux nombres premiers.
(En réalité, la conjecture originale est un peu différente : « Es scheinet wenigstens, dass eine jede Zahl, die grösser ist als [2 ?], ein aggregatum trium numerorum primorum sey », soit : « Il semble au moins que tout nombre entier plus grand que 2 est somme de trois nombres premiers » (ce sont les derniers mots écrits verticalement dans la marge ; Goldbach admettait 1 comme nombre premier : « die unitatem mit dazu gerechnet »)).
Outre ses travaux en théorie des nombres, Goldbach s'intéressa également aux séries, aux équations différentielles, à la théorie des courbes et à la fonction gamma.

## Filmographie
- La conjecture de Goldbach est le thème autour duquel s'organise le scénario du film d'Anna Novion, sorti en 2023, Le Théorème de Marguerite[2].